# みんなのテレビの記憶
みんなのテレビの記憶（みんなのテレビのきおく）は日本のテレビ番組に関するインターネットコミュニティ。

## 概要
2021年12月20日まで放送されたテレビ番組『電波少年W 〜あなたのテレビの記憶を集めた〜い!〜』の「テレビの記憶を集める」ウェブサイトをWOWOWから譲り受けた同番組プロデューサーの土屋敏男が「みんなのテレビの記憶」に改称リニューアルした事業である。2022年10月1日に合同会社を設立、ウェブサイトは2022年10月17日に仮開設した。

## テレビ史の内側
YouTube番組。毎週木曜更新。
| 概要                             | 原題 | 内容 |
| -------------------------------- | --- | --- |
| #1 2022年11月18日 長さ：20分05秒 | 日本テレビ開局5年目入社の齋藤太朗が語るテレビバラエティの初めの初め！光子の窓、シャボン玉ホリデー、バミるはウワバミから？クラシック班とジャズ班の確執とは？テレビ史の内側！                                  | 齋藤太朗 第1回 - 欽ちゃん仮装大賞“降板”について - 欽ちゃんの全日本仮装大賞（1979-2021） - 花椿ショウ・光子の窓（1958-1960） - アメリカのテレビの影響 - バミさんのテープ - シャボン玉ホリデー（1961-1972） - “バラエティ”番組と“音楽”番組 |
| #2 2022年11月24日 長さ：17分36秒 | テレビ収録にストリップを入れた訳！テレビ創世記〔ママ〕のプロデューサー齋藤太朗の「テレビ史の内側」第２弾！テレビの価値創造の中で生まれる名番組「ゲバゲバ90分！」「なんでそうなるの？」の記憶をインタビュー！ | 齋藤太朗 第2回 - 天才テレビマン・井原高忠 - 九ちゃん!（1965-1968） - 巨泉×前武ゲバゲバ90分!（1969-1971） - コント55号のなんでそうなるの?（1973-1976） - 欽ちゃんとの出会い                                                               |
| #3 2022年12月01日 長さ：15分51秒 | 「カリキュラマシーン」超斬新な教育番組はなぜ出来た？日本初！ディレクターが司会！意識したのは”子供を子供扱いしない教育番組”だった！？                                                                         | 齋藤太朗 第3回 - カリキュラマシーン（1974-1978） - 相棒・仁科プロデューサー |
| #4 2022年12月08日 長さ：10分19秒 | 「今のテレビは面白くないです！」ズームイン朝、あおもいっきりテレビを産んだ伝説のディレクターが今のテレビ界に問う！何のためにテレビを作っているんですか？齋藤太朗インタビュー最終回！                         | 齋藤太朗 第4回 - ズームイン!!朝!（1979-2001） - 午後は○○おもいッきりテレビ（1987-2007） - テレビマンとして大事にしてきたもの - 若いテレビマンへのメッセージ                                                                              |
| #5 2022年12月15日 長さ：17分04秒 | 「電波少年」を守った男は「歌モノを撮らせたら日本一」のディレクターだった！後にマイケルジャクソンを唸らせた演出テクニックはどうやって生み出されたのか？！                                                     | 棚次隆 第1回 - 2人の思い出 - 24時間テレビの2人 - 歌ディレクターデビューの番組 - 歌を撮らせたら日本一 - NHKが見学しにくるディレクター - 棚次さんが発明した技法                                                                            |
| #6 2022年12月22日 長さ：13分46秒 | ショクナイって何？！他局でレギュラーって何？ローリングストーンズの凄腕マネージャーから信頼を得たライブ撮影の裏側とは？！日本一の音楽ディレクター秘話満載！                                                   | 棚次隆 第2回 - テレビを目指したきっかけ - レ・ガールズ（1967-1968） - こんにちわバラエティ（1969） - コント55号のなんでそうなるの?（1973-1976） - 今夜は最高!(1981-1989) - 海外ミュージシャンのライブ撮影 - ローリングストーンズ日本公演 |
| #7 2022年12月29日 長さ：11分18秒 | 【ハプニングを演出するという発明！】日本のテレビで最も有名な生放送番組のひとつ「金曜10時！うわさのチャンネル！！」の和田アキ子をテレビスターにした裏側！                                                     | 棚次隆 第3回 - 金曜10時!うわさのチャンネル!!（1973-1979） - タモリの素晴らしき今夜は最低の仲間達 （1981・24時間テレビ） - イタズラ好きな棚次さん                                                                                         |
| #8 2023年01月05日 長さ：14分11秒 | 【今だから話せる！】ローリングストーンズを最高の音で視聴者に届けたい！！その結果してしまった民放最大のタブーとは？！伝説の音楽番組ディレクターが語る「テレビ史の内側」第４弾！                               | 棚次隆 第4回 - 墓場に持っていくつもりだった話 - 今のテレビマンへ - 今のテレビが失ったもの - テレビマンの意地 - テレビマンの粋 |

## 会員限定動画
| 公開日        | 長さ     | タイトル                       |
| ------------- | -------- | ------------------------------ |
| 2023年1月24日 | 11分15秒 | 電波少年が最も打切に近づいた日 |

## 関連メディア
- 2022年12月25日深夜 - イントロ（日本テレビ）